# Jiangxi International Women’s Tennis Open
A Jiangxi International Women’s Tennis Open egy női profi tenisztorna, amelyet 2014 óta rendeznek a kínai Nancsangban. A torna 2014–2015-ben WTA $125,000 kategóriájú volt, 2016-ban 250 000 dollár összdíjazással WTA International kategóriájúként került be a versenynaptárba, majd a 2020–2022 közötti 3 éves szünet után a WTA250-es tornák közé lett sorolva. A versenyt szabad téren, kemény borítású pályán rendezik.
A verseny 2019-ig a China Open versenysorozat részét alkotta, és a legjobb egyéni eredményt elérő kínai játékos szabadkártyát kapott a China Open Premier Mandatory kategóriájú, Pekingben megrendezésre kerülő versenyére.

## Döntők

### Egyéni
| Év                          | Győztes            | Ellenfél a döntőben | Eredmény            |
| --------------------------- | ------------------ | ------------------- | ------------------- |
| 2024                        | Viktorija Golubic  | Rebecca Šramková    | 6–3, 7–5            |
| 2023                        | Kateřina Siniaková | Marie Bouzková      | 1–6, 7–6(5), 7–6(4) |
| ↑ WTA250 torna ↑            |                    |                     |                     |
| 2020–2022                   | Nem rendezték meg  | Nem rendezték meg   | Nem rendezték meg   |
| 2019                        | Rebecca Peterson   | Jelena Ribakina     | 6–2, 6–0            |
| 2018                        | Vang Csiang        | Cseng Szaj-szaj     | 7–5, 4–0 feladta    |
| 2017                        | Peng Suaj          | Hibino Nao          | 6–3, 6–2            |
| 2016                        | Tuan Jing-jing     | Vania King          | 1–6, 6–4, 6–2       |
| ↑ WTA International torna ↑ |                    |                     |                     |
| 2015                        | Jelena Janković    | Csang Kai-csen      | 6–3, 7–6(6)         |
| 2014                        | Peng Suaj          | Liu Fang-csou       | 6–2, 3–6, 6–3       |
| ↑ WTA $125,000 torna ↑      |                    |                     |                     |

### Páros
| Év                          | Győztes                          | Ellenfél a döntőben              | Eredmény             |
| --------------------------- | -------------------------------- | -------------------------------- | -------------------- |
| 2024                        | Kuo Han-jü Ucsijima Mojuka       | Katarzyna Piter Stollár Fanny    | 7–6(5), 7–5          |
| 2023                        | Laura Siegemund Vera Zvonarjova  | Hozumi Eri Ninomija Makoto       | 6–4, 6–2             |
| ↑ WTA250 torna ↑            |                                  |                                  |                      |
| 2020–2022                   | Nem rendezték meg                | Nem rendezték meg                | Nem rendezték meg    |
| 2019                        | Vang Hszin-jü Csu Lin            | Peng Suaj Csang Suaj             | 6–2, 7–6(5)          |
| 2018                        | Csiang Hszin-jü Tang Csien-huj   | Lu Csing-csing Ju Hsziao-ti      | 6–4, 6–4             |
| 2017                        | Csiang Hszin-jü Tang Csien-huj   | Alla Kudrjavceva Arina Rodionova | 6–3, 6–2             |
| 2016                        | Liang Csen Lu Csing-csing        | Aojama Suko Ninomija Makoto      | 3–6, 7–6(2), [13–11] |
| ↑ WTA International torna ↑ |                                  |                                  |                      |
| 2015                        | Csang Kai-csen Cseng Szaj-szaj   | Csan Csin-vej Vang Ja-fan        | 6–3, 4–6, [10–3]     |
| 2014                        | Csuang Csia-zsung Namigata Junri | Csan Csin-vej Hszü Ji-fan        | 7–6(4), 6–3          |
| ↑ WTA $125,000 torna ↑      |                                  |                                  |                      |